# Grzegorz Stromiński
Grzegorz Stromiński (ur. 19 maja 1970) – polski lekkoatleta, wieloboista, mistrz i reprezentant Polski.

## Kariera sportowa
Był zawodnikiem Naprzodu Rydułtowy i AZS-AWF Warszawa.
Na mistrzostwach Polski seniorów na otwartym stadionie zdobył cztery medale: złote w dziesięcioboju w 1993 i 1995, brązowy w dziesięcioboju w 1992 i brązowy w sztafecie 4 x 400 metrów w 1995,  brązowy w dziesięcioboju w 1991. W halowych mistrzostwach Polski seniorów wywalczył trzy medal e w siedmioboju: złoty w 1996, srebrny w 1997 i brązowy w 1994.
Czterokrotnie wystąpił w zawodach Pucharze Europy w wielobojach. W 1993 zajął 8. miejsce w I lidze (drugi poziom rozgrywek), z wynikiem 7382, w 1994 był 20. w I lidze (drugi poziom rozgrywek), z wynikiem 7029, w 1995 - 23. w I lidze (drugi poziom rozgrywek), z wynikiem 6813, w 1996 – 12. w II lidze (trzeci poziom rozgrywek), z wynikiem 7165.
Rekord życiowy w dziesięcioboju: 7686 (13.06.1993), w siedmioboju w hali: 5507 (27.02.1994).